# Believe (альбом Натали Грант)
Believe — пятый студийный альбом и первый рождественский альбом американской певицы современной христианской музыки Натали Грант, выпущенный 25 октября 2005 года на лейбле Curb Records.

## Отзывы
| Оценки критиков | Оценки критиков |
| Источник        | Оценка          |
| --------------- | --------------- |
| AllMusic        | [ 2 ]           |
| Cross Rhythms   | [ 3 ]           |

Альбом получил положительные отзывы от музыкальных критиков.
Джонни Лофтус из AllMusic отметил: «Натали Грант вслед за номинированной на премию Dove Award работой Awaken выпустила рождественский альбом Believe. Её вступительная песня „O Come, All Ye Faithful“ напоминает о временах, когда Грант была госпел-певицей, а „Let It Snow! Let It Snow! Let It Snow! Let It Snow!“ более светлая и радостная (как и подобает такому радостно-повторяющемуся названию песни), вокал Грант танцует по джазовой аранжировке, украшенной духовыми. Её исполнение „Santa Claus Is Comin' to Town“ не менее смелое. Но помимо этих приятных прочтений сезонных стандартов, Грант и продюсер Берни Хермс также используют оригинальный материал и экспансивные аранжировки. Дышащая „Silver Bells“ переходит в эпическую „O Holy Night“, а заглавный трек сборника — это оригинальная композиция Грант, которая использует историю рождения Иисуса как основу её веры и вдохновения». Найджел Харрис из Cross Rhythms заявил: «Рождественские альбомы могут слишком легко скатиться в слякотную сентиментальность или банальное, неизобретательное пересказывание светских рождественских фаворитов. Натали Грант окунулась с головой в то и другое в этом переиздании своего рождественского релиза 2005 года, который в первоначальном варианте занял 13-е место в чарте Billboard Top Heatseekers. Песни „O Come All Ye Faithful“ и „O Little Town of Bethlehem“ демонстрируют голос Натали, не открывая ничего нового. К сожалению, „Let It Snow“ и „Santa Claus Is Coming To Town“ звучат как музыка, которую можно услышать в супермаркетах в декабре. Однако заглавный трек поднимает весь альбом и ставит ему на три балла больше, чем заслуживает большинство остальных композиций. С вокалом, временами напоминающим Селин Дион, Натали взмывает ввысь и проносится по сцене, исполняя одну из лучших новых рождественских песен, которые я слышал за последние годы. Песня „What Christmas Means To Me“ — это перебор с пастишем Motown, но последние треки, особенно попурри „Silver Bells/Savior Came For Me/O Holy Night“, снова поднимают стандарт. Если вы ищете что-то новое на следующее Рождество, не отвергайте этот альбом из-за его слабых треков; сильные треки с лихвой компенсируют это».

## Награды и номинации
Believe был номинирован на 37-ю премию GMA Dove Awards в категории «Inspirational Album of the Year».

## Список композиций
| №                   | Название                                                    | Автор(ы)                                 | Длительность |
| ------------------- | ----------------------------------------------------------- | ---------------------------------------- | ------------ |
| 1.                  | «O Come, All Ye Faithful»                                   | Traditional                              | 3:36         |
| 2.                  | «Let It Snow! Let It Snow! Let It Snow!»                    | Sammy Cahn Jule Styne                    | 2:26         |
| 3.                  | «Santa Claus Is Comin' to Town»                             | J. Fred Coots Haven Gillespie            | 2:34         |
| 4.                  | «I Believe»                                                 | Natalie Grant                            | 5:14         |
| 5.                  | «O Little Town of Bethlehem»                                | Traditional                              | 4:38         |
| 6.                  | «Joy to the World»                                          | Traditional                              | 4:30         |
| 7.                  | «That's What Christmas Means to Me»                         | Anna Gordy Gaye George Gordy Allen Story | 3:40         |
| 8.                  | «Silver Bells / Savior Came for Me / O Holy Night» (Medley) | Jay Livingston Ray Evans Adolphe Adam    | 8:46         |
| 9.                  | «One Child / O Come, All Ye Faithful» (Reprise)             | David Mullen                             | 6:08         |
| 10.                 | «Sweet Little Jesus Boy»                                    | Robert MacGimsey                         | 3:52         |
| Общая длительность: | Общая длительность:                                         | Общая длительность:                      | 45:27        |

## Чарты
| Чарт (2005—2007)                       | Высшая позиция |
| -------------------------------------- | -------------- |
| США (Billboard Christian Albums)       | 29             |
| США (Billboard Top Heatseekers Albums) | 13             |
| США (Billboard Top Holiday Albums)     | 34             |